# Toko (Sagengestalt)
Toko (Latinisierung des Namens Toki)  ist eine Figur in den Gesta Danorum des Saxo Grammaticus (um 1200).
Toko ist ein prahlerischer Gefolgsmann von König Harald Blauzahn, der angetrunken von seiner Treffsicherheit mit Pfeil und Bogen angibt, er könne
einen kleinen auf einen Holzpfahl gestellten Apfel mit dem ersten Schuss treffen.
Toko hatte sich durch seine Dienstbeflissenheit viele Neider geschaffen, die dem König von der betrunkenen Prahlerei erzählen.
Toko wird darauf vom König gezwungen, den Apfel statt von einem Holzpfahl vom Kopf seines Sohnes zu schießen (Apfelschuss).
Sollte er den Apfel nicht mit dem ersten Schuss treffen, würde er auch sein eigenes Leben verlieren.
Vor dem Apfelschuss nimmt Toko nicht einen, sondern drei Pfeile aus seinem Köcher.
Der Apfelschuss gelingt, nachdem der Knabe ermahnt wird, sich ja nicht zu bewegen
und sich mit abgewandtem Gesicht aufzustellen, damit er durch den nahenden Pfeil nicht erschrecke.
Auf die Frage, warum er mehrere Pfeile bereitgehalten habe, entgegnet Toko, damit habe er den König im Falle eines Fehlschusses töten wollen.
Er wird vom König nicht weiter bestraft, doch bald darauf prahlt er damit, er sei in der Kunst der Finnen, sich auf dem Schnee fortzubewegen, genauso geschickt wie der König, und muss erneut seine Kunst unter lebensgefährlichen Bedingungen beweisen und die Abfahrt vom Kullaberg bewältigen (eine felsige Halbinsel bei Mölle in Schonen).
Er wird dadurch gerettet, dass seine Skis im richtigen Moment zerbrechen, so dass er glücklich stürzt und den letzten Teil des Abhangs zu Fuß bewältigen kann. Andernfalls hätte ihm gedroht, dass er in voller Fahrt ins eisige Meer gefahren und dort ertrunken wäre.
Er wird von Schiffern aufgenommen und sein glückliches Überleben trägt dem König einen noch boshafteren Ruf ein.
Toko vermeidet nun die weitere Gefolgschaft Haralds und tritt in den Dienst dessen Sohnes Sven Gabelbart.
Im Aufstand Svens gegen seinen Vater, als nach einem Kampf bei
Mols in Jütland über einen Frieden verhandelt werden sollte,
ging Harald in einen Wald und wurde dort von Toko, der sich für die ungerechte Behandlung rächen wollte, aus dem Hinterhalt durch einen Pfeil verwundet, als er gerade „zur Entleerung des Darmes“ in einem Gebüsch saß. 
Der verwundete Harald wird nach Wolin (Jomsburg) gebracht und verstirbt dort.